# Gaiutra Bahadur
Gaiutra Bahadur (sinh ra ở vùng nông thôn Guyana, và sau đó di cư sang Mỹ), và là một nhà văn người Mỹ gốc Guyana (Anh quốc trị vì) từng đoạt giải thưởng. Cô được biết đến với Coolie Woman: The Odyssey of Indoji, được lọt vào danh sách chung kết của Giải thưởng Orwell năm 2014.

## Thời niên thiếu
Bahadur sinh ra ở vùng nông thôn Guyana và di cư sang Mỹ cùng gia đình khi cô vừa tròn sáu tuổi. Cô lớn lên ở Jersey City, New Jersey và lấy bằng cử nhân, với bằng danh dự về Văn học Anh, tại Đại học Yale và bằng thạc sĩ báo chí tại Đại học Columbia.

## Nghề nghiệp
Trước khi giành được học bổng Nieman tại Đại học Harvard khi cvừa 32 tuổi, cô là một nhà văn làm việc cho The Philadelphia Inquirer và Austin American-Statesman. Cô đã làm việc như một nhà tiểu thuyết gia, nhà phê bình văn học và nhà báo tự do, đóng góp cho Tạp chí New York Times Book, The New York Review of Books, The New Republic, Lapham's Quarterly, Dissent, The Nation, The Virginia Quarterly Review, The Boston Review, Tạp chí Los Angeles về Sách, Tạp chí Quý Bà và các ấn phẩm khác.
Cuốn sách Coolie Woman của cô được xuất bản năm 2013. Nó một phần là một câu chuyện kể về những người phụ nữ bị mắc kẹt ở vùng biển Caribbean và một phần là lịch sử gia đình tập trung vào bà cố của cô, Sujaria, người đã rời Calcutta đến British Guiana vào năm 1903 để làm công nhân đồn điền ở đó. Cuốn sách đã giúp cô trở thành một người lọt vào chung kết cho đề cử Giải thưởng Orwell 2014 và đã giành được Giải thưởng Gordon K. và Sybil Lewis.
Cô đã hợp tác với nhà thơ và dịch giả Rajiv Mohabir để phục hồi một tài liệu quý giá duy nhất được biết đến bởi một người nhập cư ở vùng Anglophone Caribbean, một cuốn sách bài hát của Lal Bihari Sharma xuất bản lần đầu dưới dạng một cuốn sách nhỏ ở Ấn Độ được lưu hành vào năm 1915. Bản dịch tiếng Anh của Mohabir, I Even Regret Night: Holi Songs of Demerara, được xuất bản năm 2019  với lời bạt của Bahadur, người lần đầu tiên bắt gặp tài liệu này trong một Thư viện của Anh quốc khi đang nghiên cứu cho Coolie Woman.
Cô là trợ lý giáo sư báo chí tại Đại học Rutgers-Newark và đã giảng dạy phi hư cấu sáng tạo tại Đại học Basel ở Thụy Sĩ  và văn học Caribbean tại City College of New York.

## Tác phẩm
Sách
- Coolie Woman. University of Chicago Press. 2013. ISBN 978-0226034423.  Coolie Woman. University of Chicago Press. 2013. ISBN 978-0226034423.  Coolie Woman. University of Chicago Press. 2013. ISBN 978-0226034423.
- Family Ties. Scholastic. 2012. ISBN 978-0531225547.  Family Ties. Scholastic. 2012. ISBN 978-0531225547.  Family Ties. Scholastic. 2012. ISBN 978-0531225547.
- "Rescued From the Footnotes of History". {{Chú thích tạp chí}}: Chú thích magazine cần |magazine= (trợ giúp)  Lời bạt cho I Even Regret Night. Kaya Press. 2019. ISBN 978-1885030597.  I Even Regret Night. Kaya Press. 2019. ISBN 978-1885030597.  I Even Regret Night. Kaya Press. 2019. ISBN 978-1885030597.

Hợp tuyển
Phi hư cấu
- "Tales of the Sea". {{Chú thích tạp chí}}: Chú thích magazine cần |magazine= (trợ giúp)  Trong We Mark Your Memory: Writing from the Descendants of Indenture. The University of London. 2018. ISBN 978-1912250073.  We Mark Your Memory: Writing from the Descendants of Indenture. The University of London. 2018. ISBN 978-1912250073.  We Mark Your Memory: Writing from the Descendants of Indenture. The University of London. 2018. ISBN 978-1912250073.
- "Of Islands and Other Mothers". {{Chú thích tạp chí}}: Chú thích magazine cần |magazine= (trợ giúp)  Trong Nonstop Metropolis. University of California Press. 2016. ISBN 978-0520285958.  Nonstop Metropolis. University of California Press. 2016. ISBN 978-0520285958.  Nonstop Metropolis. University of California Press. 2016. ISBN 978-0520285958.
- "Ogling the Statue of Liberty". {{Chú thích tạp chí}}: Chú thích magazine cần |magazine= (trợ giúp)  Trong Living on the Edge of the World. Touchstone/Simon & Schuster. 2007. ISBN 978-0743291606.  Living on the Edge of the World. Touchstone/Simon & Schuster. 2007. ISBN 978-0743291606.  Living on the Edge of the World. Touchstone/Simon & Schuster. 2007. ISBN 978-0743291606.

Viễn tưởng
- "The Stained Veil". {{Chú thích tạp chí}}: Chú thích magazine cần |magazine= (trợ giúp) Go Home!. Feminist Press. 2018. ISBN 978-1936932016.  Go Home!. Feminist Press. 2018. ISBN 978-1936932016.  Go Home!. Feminist Press. 2018. ISBN 978-1936932016. [10]

Bài viết và tiểu luận đáng chú ý
- Gaiutra Bahadur (ngày 8 tháng 5 năm 2018). "Masters and Servants". The Boston Review.
- Gaiutra Bahadur (ngày 16 tháng 8 năm 2016). "A Good Story, if I Can Remember It". Lapham's Quarterly.
- Gaiutra Bahadur tại Tạp chí New York về sách
- Gaiutra Bahadur tại Tạp chí New York Times
- Gaiutra Bahadur tại Dissent (tạp chí Mỹ)
- Gaiutra Bahadur tại Tạp chí hàng quý Virginia
- Gaiutra Bahadur tại quốc gia

## Giải thưởng lớn và công nhận
- Nhà văn nghệ thuật, Trung tâm Bellagio, Quỹ Rockefeller [11]
- Học giả cư trú, Trung tâm nghiên cứu văn hóa đen Schomburg, Thư viện công cộng New York [12]
- Học bổng Trung tâm Hutchins, Đại học Harvard [13]
- Cư dân thuộc địa của nghệ sĩ MacDowell [14]
- Giải thưởng Orwell 2014 (danh sách rút gọn), Coolie Woman [1]
- Giải thưởng Bocas 2014 cho Văn học Caribbean (danh sách rút gọn không hư cấu), Coolie Woman [15]
- Người chiến thắng hai lần của Hội đồng Nhà nước về Giải thưởng Nghệ thuật New Jersey, 2013 [16] và 2019 [17]
- Đồng nghiệp Nieman 2007-2008, Đại học Harvard [18]